# Hoplistoscelis heidemanni
Hoplistoscelis heidemanni är en insektsart som först beskrevs av Reuter 1908.  Hoplistoscelis heidemanni ingår i släktet Hoplistoscelis och familjen fältrovskinnbaggar. Inga underarter finns listade i Catalogue of Life.